# Courthouse
Ein Courthouse ist ein Gebäude, in dem in Nordamerika entweder ein örtliches Bundesgericht und andere Bundesbehörden untergebracht sind oder ein lokales Gericht und die regionale Countyverwaltung tätig sind. In größeren Städten existieren für diese verschiedenen Zwecke meist jeweils eigene Gebäude.

## Vereinigte Staaten
In den meisten Countys der Vereinigten Staaten führen die örtlichen Gerichte ihre Geschäfte in einem zentral gelegenen Courthouse durch, in dem auch die Büros der Countyverwaltung untergebracht sein können. Das Courthouse befindet sich normalerweise im County Seat. Großstädte können allerdings auch Satelliten- oder ausgelagerte Büros für ihre Gerichte haben.
In manchen Fällen kann das Gebäude auch anders benannt sein. Manchmal wird das Courthouse auf zwei Gebäude aufgeteilt: In einem ist die Rechtsprechung untergebracht, im anderen die Administration. Viele Richter nehmen offiziell an standesamtlichen Hochzeiten in ihren Courthouse-Kammern teil. An manchen Orten befindet sich dort auch das Hauptbüro der Administration der County-Regierung. In anderen Fällen wird, wenn ein neues Courthouse gebaut wird, das alte für andere Büros der lokalen Regierung genutzt.
Courthouses sind Teil der Ikonographie der amerikanischen Lebensweise und werden häufig in Kinofilmen gezeigt. Es gibt unter ihnen eine große Bandbreite: ländliche Gebäude in Kleinstädten mit wenigen Räumen, aber auch riesige Gebäude in Großstädten. Ebenso vielfältig ist die Architektur: Federal Style (USA), Greek Revival (USA), neoklassizistisch, aber auch modern.
Wegen der Gefahr von Gewaltanwendung haben Courthouses in US-amerikanischen Städten oft Sicherheitscheckpunkte, an denen alle Personen, die das Gebäude betreten wollen, nach Waffen durchsucht werden. Dies geschieht in der Regel ähnlich wie an Flughäfen, mit Hilfe von Röntgengeräten für Taschen, und Metalldetektoren für Personen. Nach dem Bombenanschlag auf das Murrah Federal Building in Oklahoma City begann die Bundesregierung der Vereinigten Staaten, alle größeren Bundesgebäude zu befestigen, einschließlich vieler städtischer Courthouses.
In Gegenden mit erhöhter Kriminalitätsrate haben Courthouses zum Teil mehrere Sicherheitsstufen. Der Oberste Gerichtshof von Kalifornien in der Zweigstelle in Los Angeles verfügt beispielsweise über je einen Sicherheitscheckpunkt am Zugang des Gebäudes sowie vor jedem Gerichtssaal.

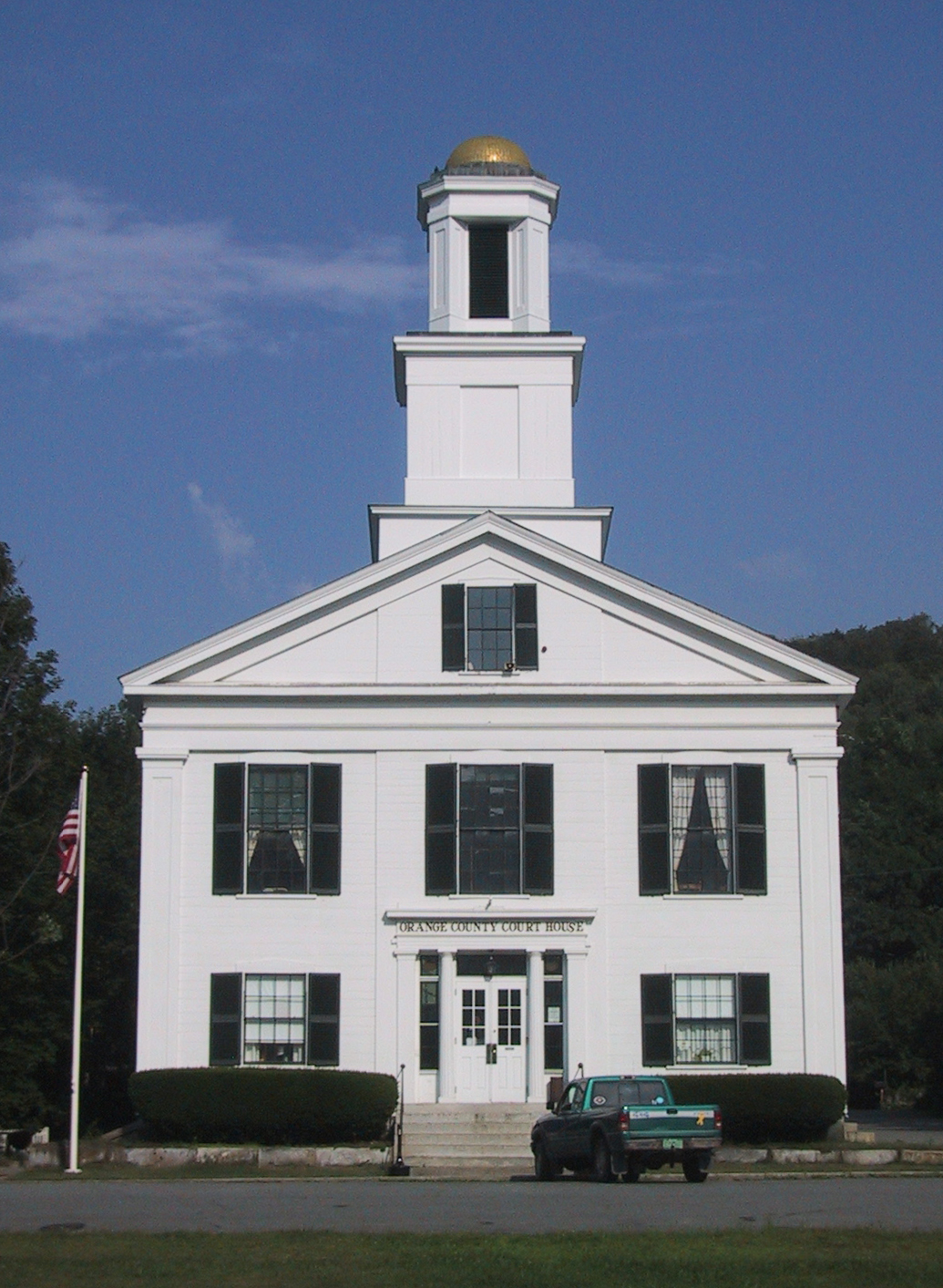
Courthouse in Orange County, Vermont
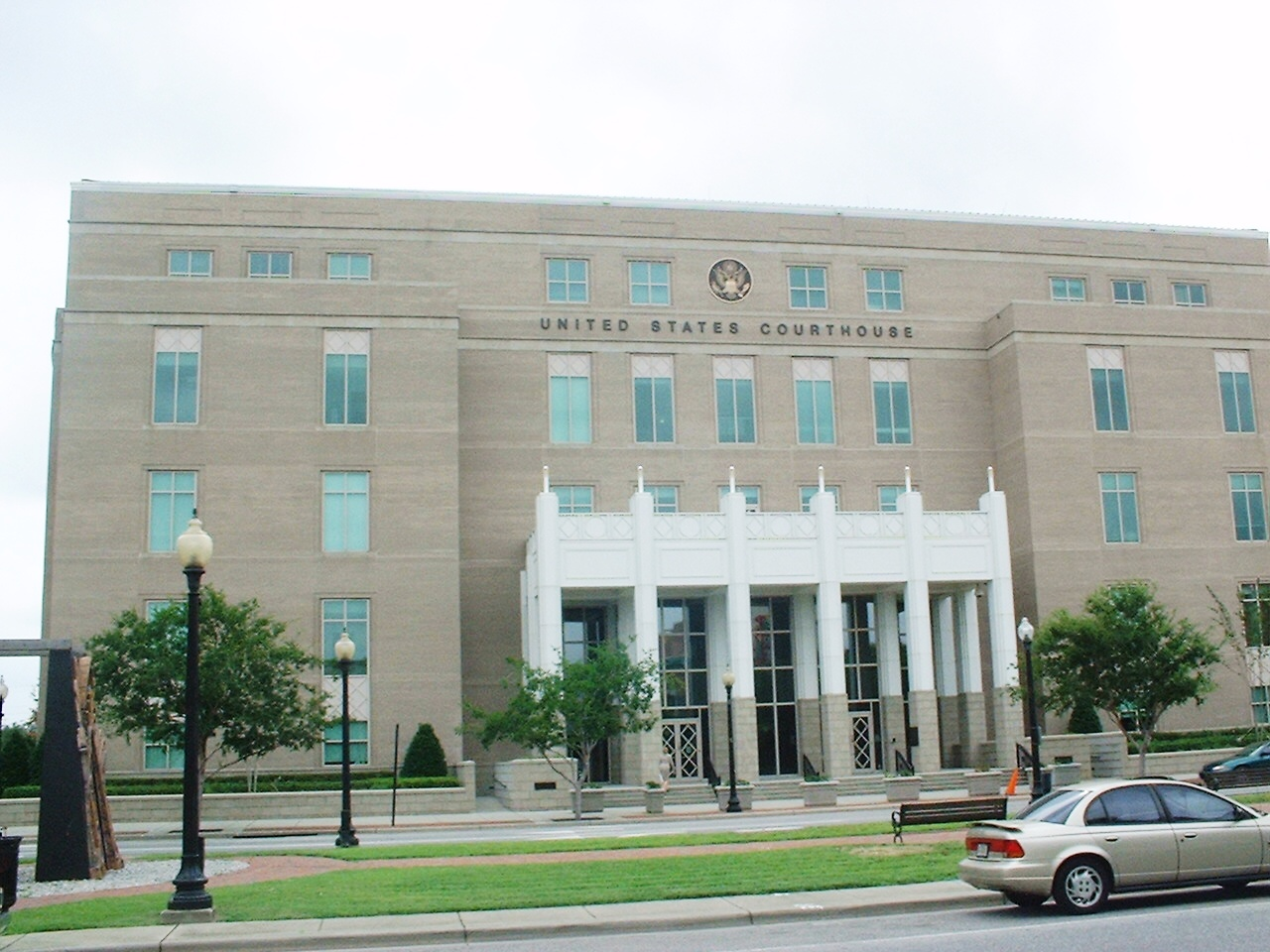
US-Courthouse in Pensacola, Florida
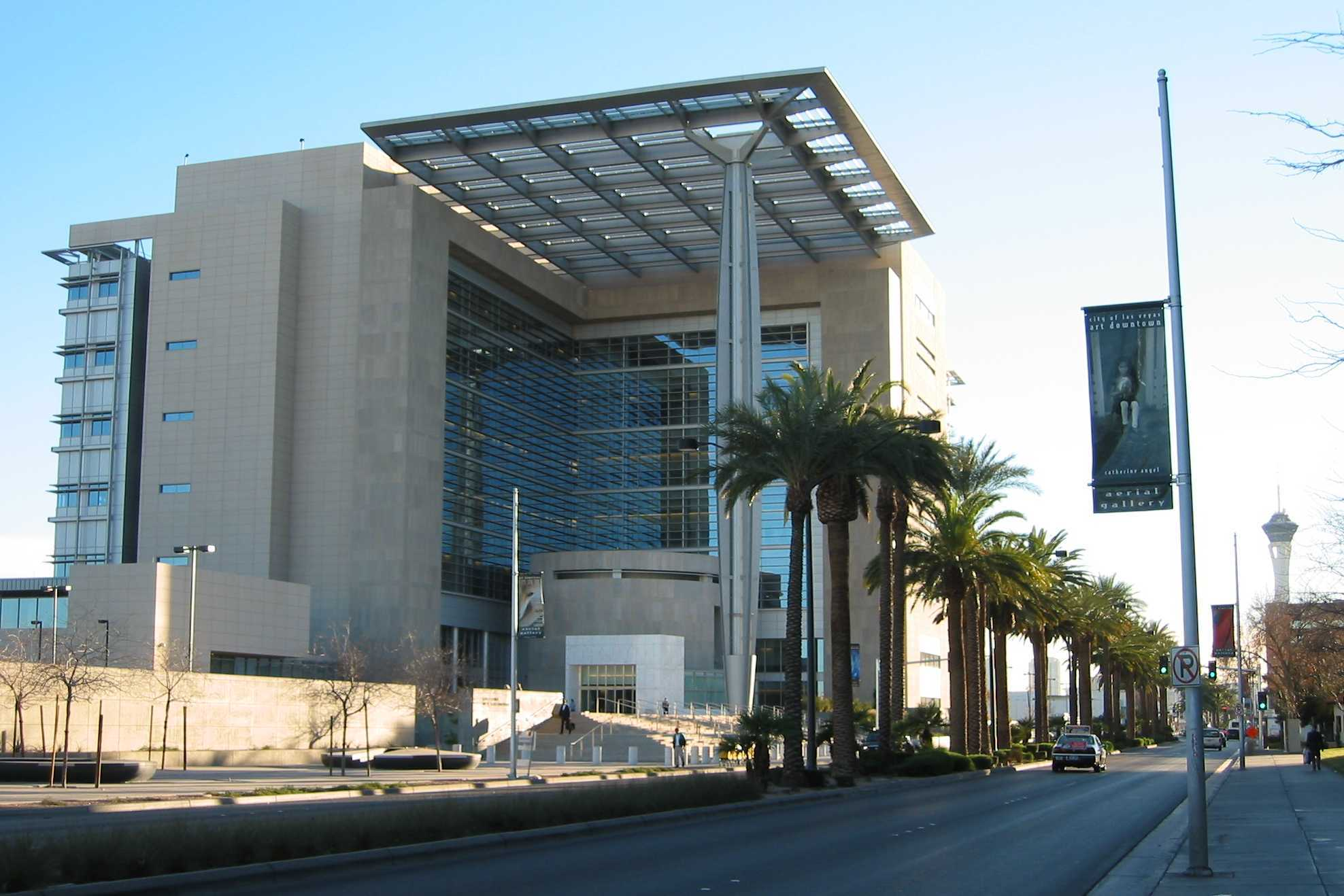
Bundes-Courthouse in Las Vegas, Nevada
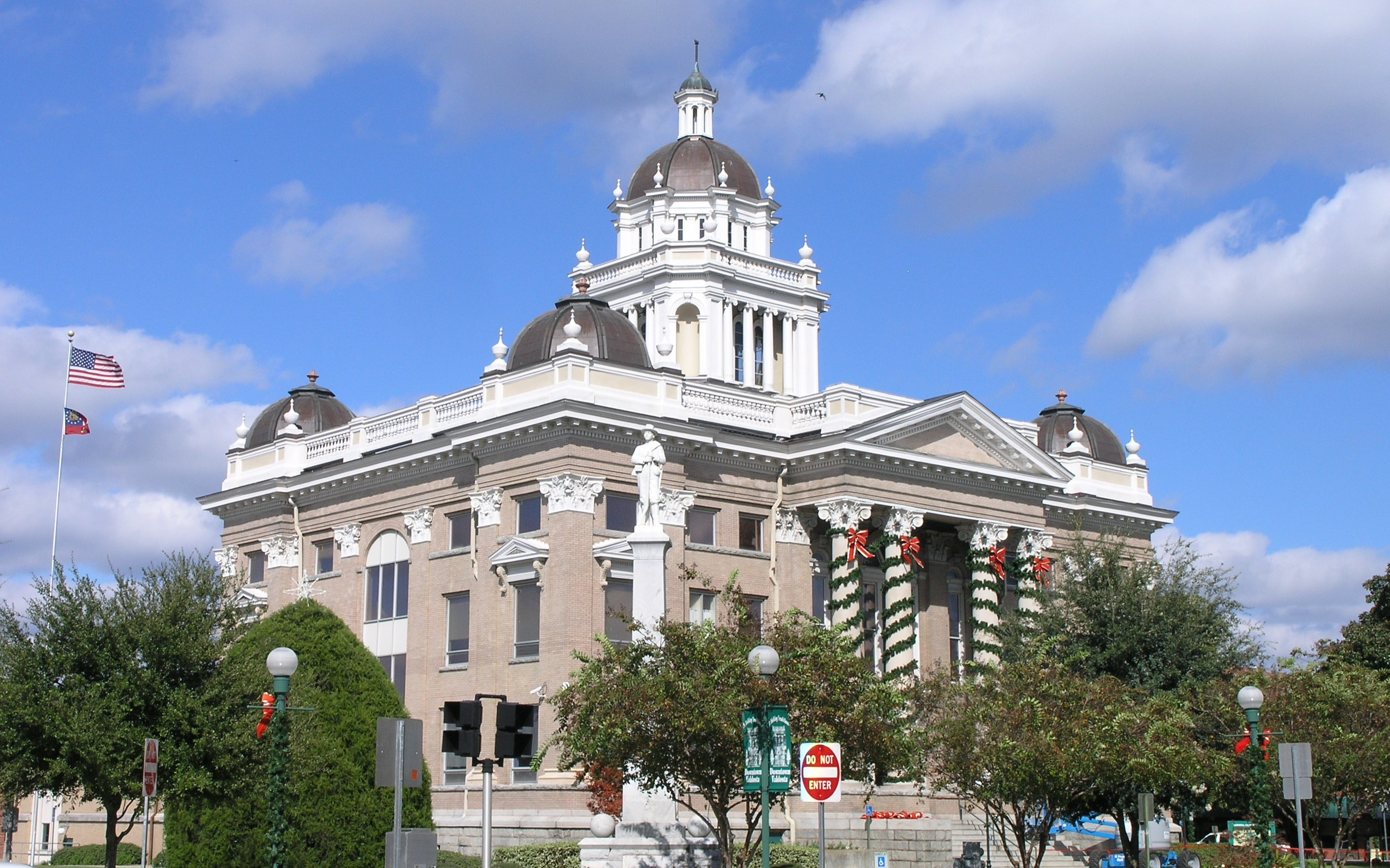
Das Lowndes-County-Courthouse in Valdosta, Georgia

## Kanada

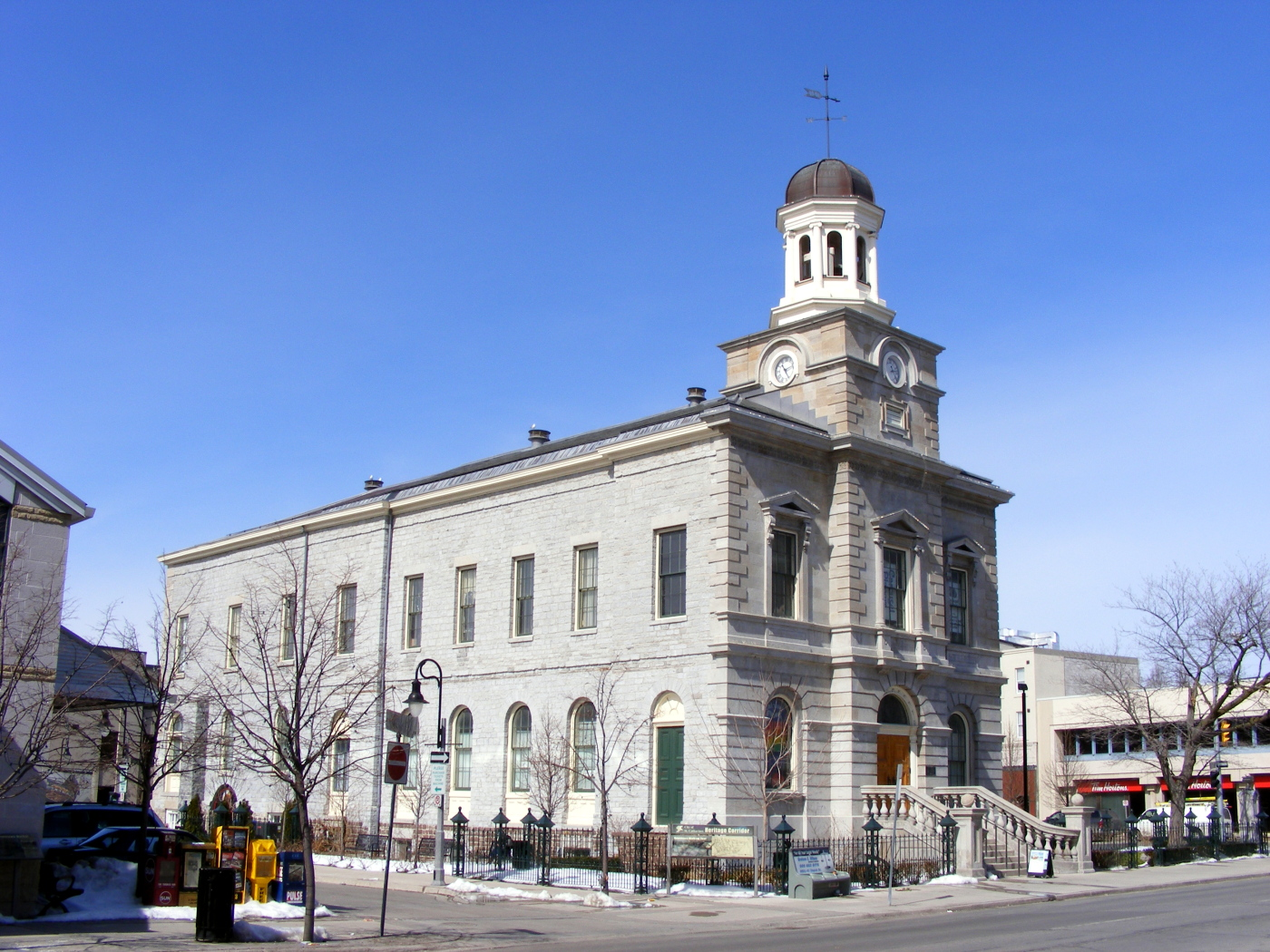
Old Courthouse, St. Catharines (1848)

In Kanada besitzt jede Stadtverwaltung ihr eigenes Courthouse. Größere Städte besitzen manchmal auch mehrere. In kleineren Städten ist das Gericht im Courthouse untergebracht. Früher lag in vielen Courthouses auch das örtliche Gefängnis.